# Nihonogomphus cultratus
Nihonogomphus cultratus là loài chuồn chuồn trong họ Gomphidae. Loài này được Chao & Wang in Chao mô tả khoa học đầu tiên năm 1990.